# Paradisaea minor
El ave del paraíso esmeralda chica (Paradisaea minor) es una especie de ave paseriforme de la familia Paradisaeidae propia del norte de Nueva Guinea y algunas islas aledañas. Mide poco más de 32 cm. Los machos son polígamos, cosa común entre las aves del paraíso.

## Distribución geográfica

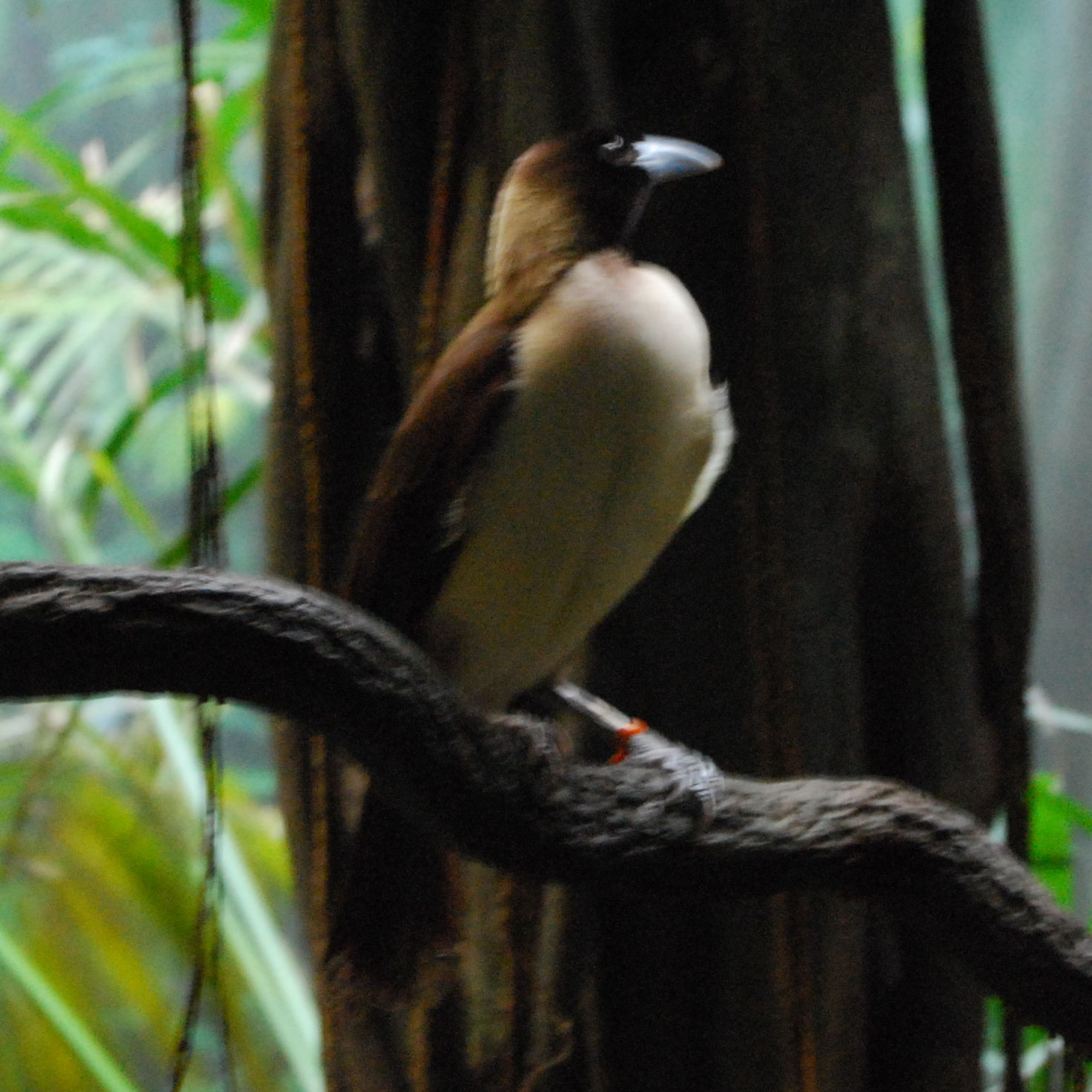
Hembra en el zoológico del Bronx

Se encuentra en el norte de Nueva Guinea e islas cercanas como Misool y Yapen.

## Subespecies
Se reconocen las siguientes según IOC:
- P. m. finschi Meyer, AB, 1885 - norte-centro de Nueva Guinea
- P. m. jobiensis Rothschild, 1897 - Yapen
- P. m. minor Shaw, 1809 - oeste de Nueva Guinea y Misool